# Brachytrupes megacephalus
Brachytrupes megacephalus är en insektsart som först beskrevs av Lefebvre 1827.  Brachytrupes megacephalus ingår i släktet Brachytrupes och familjen syrsor. Inga underarter finns listade i Catalogue of Life.